# Mythunga
Mythunga je rodem pterodaktyloidního ptakoještěra, žijícího na konci spodní křídy na území dnešní Austrálie. Byl popsán na základě neúplné lebky, objevené v mořských sedimentech souvrství Toolebuc u Hughendenu v Queenslandu. Je známa pouze přední část lebky a části čelistí. Zuby ve spodní čelisti jsou poměrně vysoké a ke konci čelistí také rozměrné. Lebka byla protkána četnými dutinami.
Rod Mythunga byl popsán australskými paleontology Ralphem Molnarem a R. A. Thulbornem v roce 2008. Podle provizorních předpokladů je příbuzný bazálním (vývojově primitivním) pterodaktyloidům. Typovým druhem je M. camara.